# Роджерс (Міннесота)
Роджерс (англ. Rogers) — місто (англ. city) в окрузі Ганнепін, штат Міннесота, США. Населення — 8597 осіб (2010).

## Географія
Роджерс розташований за координатами 45°11′41″ пн. ш. 93°33′37″ зх. д. / 45.19472° пн. ш. 93.56028° зх. д. (45.194746, -93.560297).  За даними Бюро перепису населення США 2010 року місто мало площу 21,15 км², з яких 20,86 км² — суходіл та 0,29 км² — водні об'єкти. 2017 року площа становила 68,00 км², з яких 65,81 км² — суходіл та 2,19 км² — водні об'єкти.

### Частини міста
- Гассан
- Fletcher (Saint Walburg), 45°10′21″ пн. ш. 93°32′31″ зх. д.H G O, U.S. Geological Survey Geographic Names Information System: Fletcher.

## Демографія
Згідно з переписом 2010 року, у місті мешкало 8597 осіб у 2882 домогосподарствах у складі 2190 родин. Густота населення становила 407 осіб/км².  Було 3014 помешкання (143/км²).
Расовий склад населення:
| - 91,3 % — білих - 3,5 % — азіатів - 2,4 % — чорних або афроамериканців - 0,1 % — корінних американців |

До двох чи більше рас належало 2,1 %. Частка іспаномовних становила 1,9 % від усіх жителів.
За віковим діапазоном населення розподілялося таким чином: 34,9 % — особи молодші 18 років, 56,7 % — особи віком 18—64 років, 8,4 % — особи у віці 65 років та старші. Медіана віку мешканця становила 33,5 року. На 100 осіб жіночої статі в місті припадало 96,8 чоловіків;  на 100 жінок у віці від 18 років та старших — 94,2 чоловіків також старших 18 років.
Середній дохід на одне домашнє господарство  становив 112 396 доларів США (медіана — 103 980), а середній дохід на одну сім'ю — 119 785 доларів (медіана — 116 513). За межею бідності перебувало 2,1 % осіб, у тому числі 1,6 % дітей у віці до 18 років та 2,8 % осіб у віці 65 років та старших.
Цивільне працевлаштоване населення становило 6466 осіб. Основні галузі зайнятості: освіта, охорона здоров'я та соціальна допомога — 18,6 %, роздрібна торгівля — 16,8 %, науковці, спеціалісти, менеджери — 14,9 %, виробництво — 14,7 %.